# Melville Shavelson
Melville Shavelson (ur. 1 kwietnia 1917 w Nowym Jorku, zm. 8 sierpnia 2007 w Los Angeles) – amerykański reżyser, producent, scenarzysta i reżyser telewizyjny oraz filmowy. Dwukrotnie nominowany do Oscara za najlepszy scenariusz oryginalny. Przez trzy kadencje (w latach 1969–1971, 1979–1981 i 1985–1987) piastował funkcję prezydenta Amerykańskiej Gildii Scenarzystów (Writers Guild of America West, WGAW).
W filmach Shavelsona występowały między innymi tacy aktorzy jak Henry Fonda, Cary Grant, Doris Day, Sophia Loren, Lucille Ball i Danny Kaye.

## Życiorys
Urodził się w nowojorskim Brooklynie jako syn imigrantów rosyjsko-żydowskich i pracował w sklepie wielobranżowym swojego ojca. W 1937 ukończył studia na Uniwersytecie Cornella. Karierę zaczynał w latach 30. XX wieku jako autor gagów przeznaczonych do programu radiowego komika Boba Hope. W 1938 przyjechał do Hollywood. Był odpowiedzialny za scenariusze takich filmów jak komedia przygodowa Księżniczka i Pirat (The Princess and the Pirate, 1944) w reżyserii Davida Butlera, dreszczowiec komediowy Sidneya Lanfielda Where There’s Life (1947), komedia Wielki uwodziciel (The Great Lover, 1949) i komediodramat Sidneya Lanfielda Smutny Jones (Sorrowful Jones, 1949).
Był dwukrotnie nominowany do Oscara za najlepszy scenariusz oryginalny - biograficznego komediodramatu muzycznego Nasza siódemka (The Seven Little Foys, 1955) z Bobem Hope i Jamesem Cagneyem oraz komedii romantycznej Dom na łodzi (Houseboat, 1958) z Carym Grantem i Sophią Loren. Oba filmy także wyreżyserował.
Inne filmy, do których napisał scenariusz i wyreżyserował, to dramat Beau James (1957), dramat muzyczny The Five Pennies (1959) z Dannym Kaye, komedia romantyczna Zaczęło się w Neapolu (It Started in Naples, 1960) z Clarkiem Gable, komedia wojenna Rozkaz: wcielić się (On the Double, 1961), komedia wojenna Gołąb, który ocalił Rzym (The Pigeon That Took Rome, 1962) z Charltonem Hestonem, komedia romantyczna Nowy rodzaj miłości (A New Kind of Love, 1963) z Paulem Newmanem, komedia familijna Twoje, moje i nasze (Yours, Mine and Ours, 1968) z Henrym Fondą.
W 1969 na podstawie jego książki Jimmy wystawiono adaptację sztuki na Broadwayu. W kwietniu 2007 ukazała się jego autobiografia How to Succeed in Hollywood Without Really Trying, P.S. — You Can’t!. Napisał kilka innych książek, w tym How to Make a Jewish Movie (1971), wspomnienie jego doświadczeń podczas produkcji i reżyserii dramatu wojennego Cień olbrzyma (1966) oraz powieść o tematyce hollywoodzkiej Lualda (1973) i z Bobem Hope Don’t Shoot, It’s Only Me: Bob Hope’s Comedy History of the U.S. (wyd. Putnam, 1990).

## Życie prywatne
Był dwukrotnie żonaty. 2 listopada 1938 poślubił Lucille „Lucy” T. Myers, z którą miał syna Richarda i córkę Lynne Joiner. Myers zmarła 13 października 2000 w wieku 82 lat. 20 grudnia 2001 ożenił się z Ruth Lafaye Floreą.
Zmarł 8 sierpnia 2007 w wieku 90 lat.